# NGC 5035
NGC 5035 é uma galáxia espiral barrada (SB0-a) localizada na direcção da constelação de Virgo. Possui uma declinação de -16° 29' 32" e uma ascensão recta de 13 horas, 14 minutos e 49,1 segundos.
A galáxia NGC 5035 foi descoberta em 17 de Março de 1881 por Edward Singleton Holden.